# GoDaddy
GoDaddy是從事互聯網域名註冊及網頁代管的上市公司。截至2016年1月，據稱GoDaddy管理的域名超過6,100萬個，成為獲得ICANN認證的全球最大註冊商，服務逾2,100萬客戶，員工總數超過6,900。
GoDaddy在多方面均享負盛名，當中包括其星級代言人、美國超級盃廣告，以及專為小型企業服務的網上服務供應商。除了贊助大學美式足球季後賽，GoDaddy也曾贊助NASCAR賽車，並牽涉多項網絡安全和私隱的爭議事件中。
除了從事域名註冊及託管業務，GoDaddy也發售電子商務軟件及服務，當中包括域名服務（域名轉移及私隱保障）、域名拍賣、域名投資工具、網站、網站託管及雲端伺服器、網站安全（SSL數碼證書、惡意軟件刪除服務及程式碼簽署憑證）、網上推廣、專業電郵及Microsoft Office辦公室應用。  

## 歷史
GoDaddy由鲍伯·帕森斯（Bob Parsons ）於 1997 年在亞利桑那州鳳凰城創立。帕森斯於1990年代中旬把其金融軟件服務公司Parsons Technology, Inc.售予Intuit，獲得數百萬美元後決定退休。及至1997年，他靜極思動，創辦了Jomax Technologies，即是其後來的GoDaddy Group Inc.。GoDaddy曾獲多間知名的創業投資基金公司注資，包括KKR、Silver Lake及Technology Crossover Ventures。
1999年，Jomax Technologies的一群員工在腦力激盪會議時，決定為公司改一個更好記的名字。一名員工說：「把公司名改為Big Daddy好嗎？」可惜這個域名已經被人佔用。帕森斯提議說：「若是改為Go Daddy，那又如何？」這個域名還未被人註冊，帕森斯於是把其買下。帕森斯指他們挺喜歡這個新名字，因為不僅易記，讀起來也相當有趣，引人發笑。公司於2006年2月把其品牌名稱從 Go Daddy 易名為 GoDaddy。
在2001年，當Network Solutions不再是全球唯一的域名註冊平台後不久，GoDaddy的規模已與競爭對手Dotster及eNom看齊。2005年4月，GoDaddy成為互聯網上獲得ICANN認證的最大註冊商。在域名註冊量方面，GoDaddy亦超越了Network Solutions。
2012年7月，GoDaddy宣布收購Outright，但並沒有披露金額。2013年8月，GoDaddy宣布以7,000萬美元收購Locu。2013年9月，GoDaddy向NameMedia購入域名交易平台Afternic。GoDaddy亦把收購域名停放服務公司SmartName及域名查找服務公司NameFind。同年10月15日，GoDaddy收購域名託管和網站服務公司Media Temple。Media Temple在一份客戶通訊中指出該公司「將繼續以獨立自主的形式經營」。
2014年7月，GoDaddy收購了總部設於英國劍橋而從事智能日程服務的小型企業Canary。8月20日，GoDaddy收購了總部設於美國布魯克林的電郵市場推廣服務供應商 Mad Mimi。
2015年4月，GoDaddy收購了Elto，該公司是「一家總部在美國三藩市的初創公司，提供的市場平台可讓企業負責人及非技術人士接觸網頁開發商，協助他們建立網頁並改良網上的曝光率。」同年4月及11月，GoDaddy分別向Marchex及Worldwide Media購入大量域名。
2020年12月，GoDaddy購入Poynt ，該公司是一家總部在美國加州帕羅奧圖（Palo Alto），主要提供支付处理服务，包括非接触式店内终端以及在线和电话支付受理技术的公司。
2021 年 4 月，GoDaddy 将公司总部由亚利桑那州Scottsdale搬到Tempe。
GoDaddy 預計將於 2024 年 6 月加入標普500指數。

## 資訊科技基礎建設
GoDaddy在美國擁有一所佔地65,000平方呎的數據中心。該數據中心以每秒20GB的速度連接至一個光纖DWDM以太網骨幹網絡。在2013年，GoDaddy管理的域名量已經超過5,500萬個，更被指是全球獲得ICANN認證的最大註冊商，是最接近競爭對手的4倍。GoDaddy亦在美國亞利桑那州鳳凰城，擁有一個佔地達27萬平方呎的設施。

## 榮譽
- 2010年 – 入選美國商業促進會 (BBB) 舉辦的「亞利桑那商業道德獎」總決賽[22]。
- 2011年 – GoDaddy的X.CO在首屆Bulby Awards中榮獲「單字符域名最佳應用獎」。
- 2011年 – 榮獲全球最大資訊安全雜誌SC Magazine選為「最佳安全團隊」(Best Security Team) [23]。SC Magazine大獎的舉辦目的是表揚在當今的商業世界上，協助各行各業抵禦各式各樣安全威脅的人才、公司及產品[24]。 GoDaddy亦於2012年晉身總決賽[25]。
- 2011年 – International MarCom Competition的三個獎項得主，分別是在2011年超級碗宣傳活動展現的無限創意、.CO產品登場及GoDaddy關顧客戶的故事。[26]
- 2011年 – 連續第8年登上Inc. Magazine的「Inc. 500/5000排行榜」。[27]
- 2011年 – 連續第8年獲美國鳳凰城商業期刊  (Phoenix Business Journal) 選為 「最佳工作地點」[28]。同年，GoDaddy在超大型企業組別中排名第4位。[29]
- 2011年 – GoDaddy在美國亞利桑那州的辦事處獲得Alfred P. Sloan工作場所效率與靈活性卓越獎 (Alfred P. Sloan Award for Excellence in  Workplace Effectiveness and Flexibility)[30]。GoDaddy在一眾企業間排名在首20%之列[31]。
- 2012年 – 入選《財富》雜誌「100大最佳僱主」。[32][33]
- 2012年 – 榮獲電腦服務組別的史蒂夫獎金獎 (Gold Stevie Award)。[34]
- 2012年 – 在Domain Name Wire的年度意見調查中，獲選為「最佳註冊商」，多達43%受訪者投票支持。[35]
- 2012年 – 獲提名參選Small Biz Trends舉辦的「2012 年度小型企業最具影響力獎」。[36]
- 2016年 – 入選《財富》雜誌「100大最佳僱主」。

## 市場推廣模式
帕森斯形容該公司的市場推廣模式屬於「GoDaddy式」（GoDaddy-esque），特點在於「有趣、前衛、並帶些調侃」。

## 亞洲區服務
2016年2月29日， GoDaddy進軍11個亞洲市場，將公司的雲端產品及專家客戶服務帶給區內數以千百萬計的中小企業。GoDaddy現時為14個亞洲市場的企業提供10種不同的當地語言，當中包括香港（英文及繁體中文）、印尼、日本、馬來西亞（英文及馬來文）、菲律賓（英文及菲律賓文）、新加坡（英文及簡體中文）、南韓、台灣、泰國及越南。GoDaddy 將使旗下可供客戶註冊的域名後綴種類增至421種。.cn是中國的國家代號網域，亦代表著快速增長的互聯網用戶群。
4月19日， GoDaddy擴展網站託管服務，為客戶提供雲端伺服器及由Bitnami驅動的雲端應用方案 (Bitnami-powered Cloud Applications)。新產品專為獨立開發人員、科技企業家及資訊科技專才而設，協助他們迅速建立、測試及擴展雲端解決方案。6月20日，GoDaddy與微軟合作為亞洲區內的中小企業提供Microsoft Office 365服務。藉著為客戶提供Office 365方案，GoDaddy可讓廣大中小企客戶緊密無間存取連結網域名稱的專業電郵、安全的雲端儲存，同時更可全面提升生產力和協作能力。GoDaddy現時在亞洲區內14個市場提供Microsoft Office 365方案，當中包括香港、印尼、日本、馬來西亞、菲律賓、新加坡、南韓、台灣、泰國及越南。

## 爭議

### 支持SOPA法案遭抵制
2011年12月22日，在美國社交新聞網站Reddit上展開一項抗議活動，探討美國《網絡反盜版法案》 （SOPA）的支持者身份，當中包括GoDaddy。其後，GoDaddy更發表了支持該法案的聲明，引發網民大表不滿，更發起抵制並將域名移離GoDaddy的行動。該項建議旋即傳遍網上，大獲支持，Reddit甚至倡議將2011年12月29日定為「抵制GoDaddy日」。大力支持該項行動的其中一人是Cheezburger行政總裁Ben Huh，他表明一旦GoDaddy繼續支持SOPA，Cheezburger便會把至少1,000個域名移走。 維基百科創辦人吉米·威爾斯亦宣布無法認同GoDaddy在SOPA法案的立場，認為「不能接受」，會把維基旗下所有域名從GoDaddy移除。經過在Reddit上展開的一項短期抗議行動後，圖片分享網站imgur負責人Alan Schaaf亦把其域名移離GoDaddy。
GoDaddy於12月23日宣布不再支持SOPA，並發表了一份聲明，指出「GoDaddy將於互聯網社群支持該法案時，才予以支持。」同日較後時間，當被問及GoDaddy會否向國會表明會改變立場時，時任行政總裁Warren Adelman未有作出承諾，卻表示：「我認為應交由立法人員處理，但贊同這仍是重要一步。」他被再三追問時說道：「我們將會退後一步，讓其他人擔任領導職責。」 他認為在當時，發出不再支持SOPA的公開聲明已經足夠，雖然亦曾考慮採取其他進一步的行動。由於不少網站及域名註冊商可能會因SOPA法案通過而倒閉，但GoDaddy卻屬於獲豁免的少數行業，而很多其他域名營運商卻會受法案監管，所以使市場對GoDaddy更感不滿。
2011年12月25日聖誕節，因網民發起抵制行動而有16,191個域名移離GoDaddy。然而，到了12月29日（亦即是「抵制 GoDaddy日」），GoDaddy卻新增了20,748個域名。

### 上市集資及私募資本
2006年4月12日，美國財經網站Marketwatch報道指GoDaddy.com, Inc.已經委聘雷曼兄弟，管理GoDaddy集資超過1億美元的上市安排，並評定該公司的價值是集資額的數倍。2006年5月12日，GoDaddy在上市前提交了S-1註冊說明書。到了2006年8月8日，帕森斯宣布取消上市申請，原因是「市況不明朗」。
2010年9月，GoDaddy把公司拍賣但數星期後便取消，儘管有報告指投標價較15至20億美元的開價更高。2011年6月24日，《華爾街日報》報道指私人投資公司KKR及Silver Lake Partners，聯同一間第三方投資者，差不多達成以作價20至25億美元收購GoDaddy的交易。2011年7月1日，GoDaddy證實KKR、Silver Lake Partners及Technology Crossover Ventures已經達成交易。儘管並無正式公布收購價，但據稱是以22.5億美元購入GoDaddy的65%股權。
2011年12月，鮑勃·帕森斯辭任行政總裁，改任執行主席。
2014年6月，GoDaddy再次向美國證券交易委員會提交集資額為1億美元的上市申請。 有關申請透視了GoDaddy的財務狀況，顯示公司自2009年起沒有盈利，而自2012年起錄得的總虧損達5.31 億美元。在宣布公司上市的同時，創辦人鮑勃·帕森斯亦宣布辭任執行主席，但會繼續擔任董事局成員。現任行政總裁Blake Irving於2013年1月6日加盟GoDaddy。